# Гутурама
Гутура́ма (Euphonia) — рід горобцеподібних птахів родини в'юркових (Fringillidae). Представники цього роду мешкають в Неотропіках. 

## Опис
Гутурами — це дрібні птахи, середня довжина яких становить 9-11 см, а вага 8-20 г. Вони мають кремезну будову тіла, загострені крила, короткі, квадратної форми хвости і міцні дзьоби. Гутурамам притаманний статевий диморфізм. У самців верхня частина тіла переважно синювато-чорна, часто з металевим відблиском, а нижня частина тіла яскраво-жовта. У багатьох самців на лобі є помітна жовта пляма. Самиці мають менш яскраве, переважно оливково-зелене забарвлення.
Гутурами живуть переважно у вологих і сухих тропічних лісах та на узліссях. Вони живляться дріюними плодами і ягодами, зокрема ягодами омели, іноді доповнюють свій раціон дрібними комахами. Їхні гнізда мають кулеподібну форму з бічним входом.

## Таксономія і систематика
Гутурам традиційно відносили до родини саякових (Thraupidae), однак за результатами молекулярно-генетичного дослідження вони були переведені до родини в'юркових.

## Види
Виділяють двадцять п'ять видів:
- Гутурама ямайська (Euphonia jamaica)
- Гутурама золотиста (Euphonia saturata)
- Гутурама сіра (Euphonia plumbea)
- Гутурама пурпуровоголова (Euphonia chlorotica)
- Гутурама гаянська (Euphonia finschi)
- Гутурама колумбійська (Euphonia concinna)
- Гутурама тринідадська (Euphonia trinitatis)
- Euphonia godmani[8]
- Гутурама чагарникова (Euphonia affinis)
- Гутурама панамська (Euphonia luteicapilla)
- Гутурама світлогорла (Euphonia chrysopasta)
- Гутурама білогуза (Euphonia minuta)
- Гутурама парагвайська (Euphonia chalybea)
- Гутурама фіолетова (Euphonia violacea)
- Гутурама узлісна (Euphonia hirundinacea)
- Гутурама західна (Euphonia laniirostris)
- Гутурама коста-риканська (Euphonia imitans)
- Гутурама оливкова (Euphonia gouldi)
- Гутурама пістрявобока (Euphonia fulvicrissa)
- Гутурама рудоголова (Euphonia anneae)
- Гутурама золотолоба (Euphonia xanthogaster)
- Гутурама зелена (Euphonia mesochrysa)
- Гутурама золотоплеча (Euphonia cayennensis)
- Гутурама рудочерева (Euphonia rufiventris)
- Гутурама іржасточерева (Euphonia pectoralis)

Таксономічний аналіз, результати якого були опубліковані у 2020 році, показав, що рід Euphonia був парафілітичним до роду Органіст (Chlorophonia). За результатами цього дослідження, три види, яких раніше відносили до роду Гутурама (Euphonia), були переведені до роду Chlorophonia.

## Етимологія
Наукова назва роду Euphonia походить від сполучення слів дав.-гр. ευ — добрий і φωνη — голос